# Moto browniano geometrico
Il moto browniano geometrico (a volte detto moto browniano esponenziale) è un processo stocastico in tempo continuo in cui il logaritmo della quantità variabile nel tempo segue un moto browniano, o, forse più precisamente, un processo di Wiener. Il processo è ritenuto appropriato per modellizzare alcuni fenomeni dei mercati finanziari. In particolare, è usato nell'ambito dell'option pricing, in quanto una quantità che segue un moto browniano geometrico può assumere soltanto valori maggiori di zero, il che riflette la natura del prezzo di un'attività finanziaria.

## Descrizione formale del processo
Un processo stocastico segue un moto browniano geometrico se soddisfa la seguente equazione differenziale stocastica (SDE):
{\displaystyle \ dS_{t}=\mu S_{t}dt+\sigma S_{t}dW_{t}},
dove {\displaystyle \ W_{t}} è un processo di Wiener, o moto browniano standard, e {\displaystyle \ \mu } (drift percentuale istantaneo) e {\displaystyle \ \sigma } (volatilità percentuale istantanea) sono costanti reali.
L'equazione ha una soluzione analitica nella forma:
{\displaystyle \ S_{t}=S_{0}\exp \left\{\left(\mu -{\frac {1}{2}}\sigma ^{2}\right)t+\sigma (W_{t}-W_{0})\right\}}
La variabile casuale {\displaystyle \ \ln(S_{t}/S_{0})} ha distribuzione normale con valore atteso {\displaystyle \ \left(\mu -{\frac {\sigma ^{2}}{2}}\right)t} e varianza {\displaystyle \ \sigma ^{2}t}.

## Soluzione della SDE
La correttezza della soluzione sopra indicata può essere verificata applicando il lemma di Itō, come segue. Sia {\displaystyle \ y_{t}=\ln S_{t}}; poiché:
{\displaystyle \ {\frac {\partial y}{\partial t}}=0;\quad {\frac {\partial y}{\partial S}}={\frac {1}{S}};\quad {\frac {\partial ^{2}y}{\partial S^{2}}}=-{\frac {1}{S^{2}}}}
applicando il lemma di Itō si ha:
{\displaystyle \ dy=\left(\mu -{\frac {1}{2}}\sigma ^{2}\right)dt+\sigma dW_{t}}
Integrando ambo i membri della relazione sopra si ottiene:
{\displaystyle \ \int _{0}^{t}dy=y_{t}-y_{0}=\left(\mu -{\frac {1}{2}}\sigma ^{2}\right)\int _{0}^{t}d\tau +\sigma \int _{0}^{t}dW_{\tau }=\left(\mu -{\frac {1}{2}}\sigma ^{2}\right)t+\sigma (W_{t}-W_{0})}
Sostituendo {\displaystyle \ y_{t}=\ln S_{t}} e risolvendo si ha la soluzione cercata.